# United States Government Policy and Supporting Positions

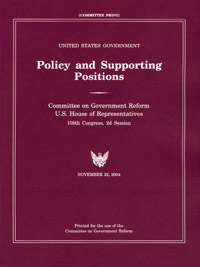
Titelseite des Plum Book

Das sogenannte Plum Book – der offizielle Titel ist United States Government Policy and Supporting Positions – ist ein Handbuch, welches vom United States Senate Committee on Homeland Security and Governmental Affairs und dem House of Representatives' Committee on Government Reform stets nach der Präsidentschaftswahl in den Vereinigten Staaten neu herausgegeben wird. Es gibt Auskunft über alle rund 7000 Ämter in der Bundesverwaltung, welche nicht im freien Wettbewerb ausgeschrieben sind. Darunter fallen zum Beispiel alle vom US-Präsidenten ernannten Regierungsmitarbeiter.

## Geschichte
Die Liste dieser Ämter wurde erstmals 1952 während der Amtszeit von Dwight D. Eisenhower veröffentlicht. Als Eisenhower zum Präsidenten gewählt wurde, verlangten republikanische Politiker eine Auflistung aller Ämter, über deren Besetzung er bestimmen kann. Die nächste Ausgabe erschien 1960 und danach regelmäßig alle vier Jahre.
Die Bezeichnung „Plum Book“ bezeichnet offensichtlich die pflaumenfarbige Gestaltung des Einbands (plum = Pflaume).